# کریم مسرور
کریم مسرور (زاده ۲۷ مارس ۱۹۵۵) یک بازیکن فوتبال اهل ایران است.